# 압델릴라 벤키란

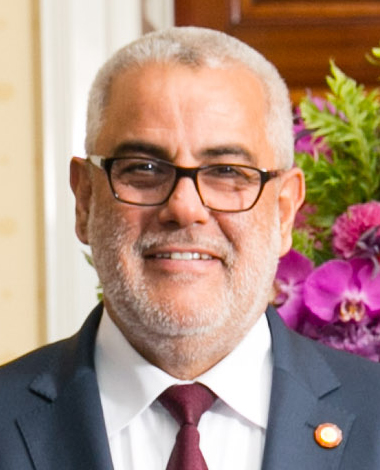
압델릴라 벤키란 총리 (2014년)

압델릴라 벤키란(아랍어: عبد الإله بنكيران, 1954년 4월 4일~)은 모로코의 총리이다. 2012년 1월 3일부터 2017년 3월 17일까지 총리직을 역임했다. 소속 정당은 정의개발당이며 당 대표를 맡고 있다. 라바트 출신이다.

## 같이 보기
- 정의개발당 (모로코)